# La Yerbabuena, Tlazazalca
La Yerbabuena är en ort i Mexiko.   Den ligger i kommunen Tlazazalca och delstaten Michoacán, i den centrala delen av landet, 300 km väster om huvudstaden Mexico City. La Yerbabuena ligger 1 860 meter över havet och antalet invånare är 576.
Terrängen runt La Yerbabuena är huvudsakligen lite kuperad. La Yerbabuena ligger nere i en dal. Runt La Yerbabuena är det ganska tätbefolkat, med 75 invånare per kvadratkilometer. Närmaste större samhälle är Puréparo de Echaíz, 9,6 km söder om La Yerbabuena. I omgivningarna runt La Yerbabuena växer huvudsakligen savannskog.